# Despotizmus
A despotizmus vagy istenkirályság olyan államforma, amelyben az uralkodó korlátlan és megkérdőjelezhetetlen hatalommal rendelkezik; olyan hatalomgyakorlási forma, amelyben az uralkodó és az alattvalók viszonya a rabszolgatartó és a rabszolgák közötti kapcsolathoz hasonló.
A despotizmus az ókori keleti államok tipikus hatalmi formája volt, ahol az isteni jelleggel felruházott uralkodó akaratán és hatalmán alapult a kormányzati rendszer. Az ókori keleten kialakult ilyen államok voltak: Egyiptom, Asszíria, Babilónia, Perzsa Birodalom. Ezekben az államokban minden hatalom a despotáé volt, aki alattvalóitól feltétlen engedelmességet követel meg.
A modern korban a szó negatív felhangot kapott: despotizmus annyi, mint diktatúra, zsarnokság, önkényuralom. Az állam élén álló személy (despota) teljhatalommal rendelkezik.

## Az istenkirály általában
Istenkirálynak tekinthető az az uralkodó, akinek hatalmát és döntéseit nem csupán a világi törvények, hanem az adott kultúrára jellemző vallásjog is legitimnek, sőt: egyedül legitimnek ismeri el. Ez közvetlen vagy közvetett mivolta szerint történhet az egyház általi személyes vagy személyi legitimáció útján. Fontos megjegyezni, hogy a személyes/személyi legitimáció fogalmai nem tartoznak szorosan az istenkirálysághoz; ezek a köznyelvben használatos kifejezések: a legitimáció minden politikai rendszer számára fontos tényező.
Személyes legitimáció esetén a királyt a hagyomány szerint közvetlenül egy isten választja arra, hogy uralkodjon, esetleg maga is egy istentől származik vagy egy isten megtestesülése. Utóbbi esetre jó példát jelentenek az egyiptomi fáraók, akiket hagyományosan Hórusz megtestesülésének tekintettek, de ide sorolhatók Mezopotámia mitikus királyai (közéjük tartozott pl. Gilgames, akinek alakját később részesítették isteni tiszteletben, hozzákapcsolva azokat a mítoszokat, amelyekből később a Gilgames-eposz született), továbbá a korai kínai császárok is.
Személyi legitimáció esetén nincs olyan hagyomány, mely szerint a király közvetlenül valamilyen istenségtől származna, viszont döntéshozatalaiban erősen támaszkodik az egyházra. Általában a hivatalos egyházi véleményt képviseli, esetleg át is ruházhatja a döntési jogot, pl. az ókori zsidó királyok esetében. Ezek a feltételek azonban nem elegendőek ahhoz, hogy egy uralkodót Istenkirálynak nevezhessünk (mert pl. igaz lehet egyes középkori királyokra). Ehhez az is szükséges, hogy a király kijelölésében a hagyomány valamilyen istenségnek tulajdonítson szerepet (ilyen lehet pl. a zsidó királyok felkenése).
Istenkirály alatt a legtöbben az első pontban felvázolt, az egyiptomi fáraókhoz hasonló uralkodókat értjük.

## Istenkirályságok kultúrák szerint
Az Istenkirályságok elsősorban az ókori kultúrákra jellemzőek.

### Mezopotámia
Mezopotámia mitikus királyaival kapcsolatban érdekes, hogy míg Kis királyai világi hatalmasságok voltak, papi feladatok nélkül, addig Uruk királyairól mítoszok, mondák, eposzok maradtak fenn, valószínűleg azért, nekik gyakran már életükben istennek járó tisztelettel adóztak alattvalóik. Ezek így fennmaradt eposzok egyike a Gilgames-eposz. Érdekes, hogy egy, Kis és Uruk városainak harcát megörökítő eposz is ránk maradt.